# Katarina Đenovska
Sveta Katarina Đenovska (Genova, 1447. – Genova, 15. rujna 1510.), talijanska mističarka i svetica.

## Životopis
Rodila se u Genovi 1447. kao posljednje od petero djece. Udala se sa šesnaest godina za Giuliana Adorna. Pošto je on bio trgovac, rijetko kada je bio doma. S 25 godina počinje Katarinino obraćenje. S mužem se ubrzo počinje brinuti o bolesnicima. Muž joj je umro 1489. godine. Za vrijeme velike epidemije kuge godine 1493. i 1501. boravila je s bolesnicima u Genovi. 1507. godine se jako razboljela te je umrla 15. rujna 1510. 
Papa Klement X. proglasio ju je 1675. blaženom, a 1737. papa Klement XII. proglasio ju je svetom. Blagdan joj se slavi 15. rujna. Tijelo joj je ostalo da danas neraspadnuto.

## Poveznice
- Neraspadnuta tijela svetaca